# Danh sách dịch vụ mạng xã hội dành cho LGBT

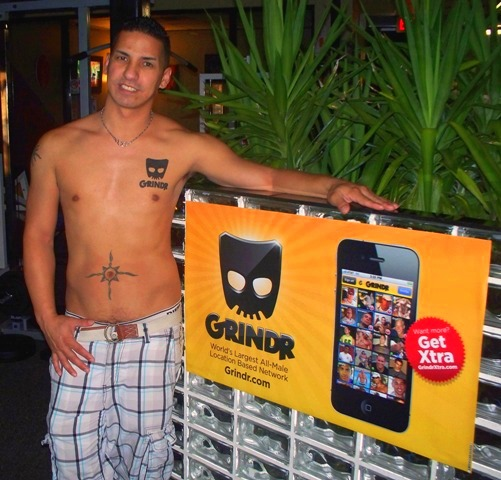
Một người đồng tính nam bên cạnh áp phích sự kiện do Grindr tổ chức.

Danh sách dịch vụ mạng xã hội dành cho LGBT là tổng hợp những mạng xã hội ở các dạng như máy tính, điện thoại di động bao gồm IOS lẫn Android. Tính đến năm 2021, Gindr được xem là ứng di động dành cho người đồng tính nam nổi tiếng và phổ biến nhất trên thế giới, đồng thời cũng là ứng dụng mạng xã hội đầu tiên dành cho người đồng tính nam khi được ra mắt vào tháng 3 năm 2009. Trong khi đó, Blued lại được xem là ứng dụng mạng xã hội đầu tiên của người đồng tính có mặt trên sàn chứng khoán.

## Danh sách ứng dụng
| STT | Tên dịch vụ   | Trụ sở      | Năm phát hành | Nền tảng                         | Xu hướng                                                                                     | Ghi chú |
| --- | ------------- | ----------- | ------------- | -------------------------------- | -------------------------------------------------------------------------------------------- | ------- |
| 1   | Adam4Adam     | Hoa Kỳ      | 2003          | Website                          | Người đồng tính nam, song tính nam                                                           |         |
| 2   | Atraf         | Israel      | 2002          | Website                          | Người LGBT                                                                                   |         |
| 3   | BigMuscle.com | Hoa Kỳ      | 1999          | Website                          | Người đồng tính nam, song tính nam                                                           |         |
| 4   | Blued         | Trung Quốc  | 2019          | Ứng dụng di động                 | Người đồng tính nam, song tính nam                                                           |         |
| 5   | Dbna          | Đức         | 1997          | Website                          | Người đồng tính nam, song tính nam, chuyển giới nữ                                           |         |
| 6   | Delta App     | Ấn Độ       | 2017          | Ứng dụng di động                 | Người LGBT                                                                                   | [ 3 ]   |
| 7   | dudesnude     | Hoa Kỳ      | 2002          | Website                          | Người đồng tính nam, song tính nam, bi-curious và người mong muốn quan hệ tình dục đồng giới |         |
| 8   | Fridae        | Hồng Kông   | 2001          | Website, ứng dụng di động (2015) | Người đồng tính nam, người đồng tính nữ                                                      |         |
| 9   | Gabile.com    | Thổ Nhĩ Kỳ  | 1999          | Website                          | Người đồng tính nam                                                                          |         |
| 10  | Gaydar        | Nam Phi     | 1999          | Website                          | Người đồng tính nam, song tính nam                                                           |         |
| 11  | Gays.com      | Không rõ    | 2008          | Website                          | Người đồng tính nam, song tính nam                                                           |         |
| 12  | Grindr        | Hoa Kỳ      | 2009          | Ứng dụng di động                 | Người đồng tính nam, song tính nam, chuyển giới nữ                                           |         |
| 13  | GuySpy        | Canada      | 2011          | Website, ứng dụng di động        | Người đồng tính nam, song tính nam, bi-curious                                               |         |
| 14  | Her           | Tây Ban Nha | 2019          | Ứng dụng di động                 | Người đồng tính nữ, song tính nữ, chuyển giới nam, phi nhị nguyên giới và phụ nữ thẳng       |         |
| 15  | Hornet        | Không rõ    | 2011          | Ứng dụng di động                 | Người đồng tính nam, song tính nam, bi-curious và người mong muốn quan hệ tình dục đồng giới |         |
| 16  | Jack'd        | Không rõ    | 2010          | Ứng dụng di động                 | Người đồng tính nam, song tính nam                                                           |         |
| 17  | Manhunt       | Hoa Kỳ      | 2001          | Ứng dụng di động                 | Người đồng tính nam, song tính nam                                                           |         |
| 18  | PlanetRomeo   | Đức         | 2002          | Website                          | Người đồng tính nam, song tính nam, chuyển giới nữ                                           |         |
| 19  | Scruff        | Không rõ    | 2010          | Ứng dụng di động                 | Người đồng tính nam, song tính nam                                                           |         |
| 20  | Sniffies      | Hoa Kỳ      | 2018          | Website                          | Người đồng tính nam, song tính nam, bi-curious                                               |         |
| 21  | Squirt.org    | Canada      | 1999          | Website                          | Người đồng tính nam, song tính nam, bi-curious và người mong muốn quan hệ tình dục đồng giới |         |
| 22  | Taimi         | Hoa Kỳ      | 2017          | Ứng dụng di động                 | Người LGBT                                                                                   |         |

## Danh sách các ứng dụng đã ngừng hoạt động
- Chappy
- Compatible Partners
- Gay.com
- Gingerbeer
- Manjam.com
- OUTeverywhere
- Rainbow Christians
- Trevvy